# Perry’s Dam
Der Perry’s Dam ist ein Industriedenkmal 2 km südlich von Nenthead in Cumbria in England.
Die Veille Montagne Zinc Company betrieb zwischen 1896 und 1937 die nahe gelegene Nenthead-Bleimine. Zwischen 1903 und 1915 wurde ein System aus Hydraulikkompressoren für den Antrieb der Bohrer eingeführt. Dessen integraler Bestandteil war Perry’s Dam und dessen Wasserspeicher.
Heute fließt das Wasser vom südlichen Ende des Speicherbeckens nach Westen über Black Ash Gill und Ash Gill zum River South Tyne.